# Franz Tangl
Dans le nom hongrois Tangl Ferenc, le nom de famille précède le prénom, mais cet article utilise l’ordre habituel en français Ferenc Tangl, où le prénom précède le nom.
Franz Tangl ou Ferenc Tangl (né à Budapest le 26 janvier 1866 et mort dans la même ville le 19 décembre 1917) est un physio-pathologiste hongrois, membre de l'Académie hongroise des sciences.

## Biographie
Il étudie à l'Université Loránd-Eötvös de Budapest et travaille comme assistant à l'Institut de pathologie de cette ville et à l'Institut d'histologie de Graz. Il devient d'abord professeur d'histologie et de physiologie à l'Université vétérinaire de Budapest et en 1903, il obtient la chaire de chimie médicale de l'Université de cette ville puis, en 1914, celle de physiologie.
Le 22 décembre 1917, il est enterré dans le cimetière de Kerepesi puis, le 25 avril 1954, son corps est exhumé et déplacé au cimetière de Farkasrét.
Il est l'auteur, avec le pathologiste allemand Paul Clemens von Baumgarten, d'une loi sur la localisation de la tuberculose en fonction de la porte d'entrée dans l'organisme : la loi de Baumgarten-Tangl (en) .